# Виссарионов, Сергей Валентинович
Сергей Валентинович Виссарионов (род. 26 сентября 1974 года) — российский медик, специалист в области травматологии и ортопедии, член-корреспондент РАН (2019).

## Биография
Родился 26 сентября 1974 года.
В 1998 году — окончил Санкт-Петербургскую государственную педиатрическую медицинскую академию, сейчас университет (СПбГПМУ), специальность «педиатрия».
С 1998 по 2000 год — учёба в клинической ординатуре на кафедре детской хирургии, которую совмещал с работой дежурным хирургом в клинике детской хирургии СПбГПМА.
С 2000 по 2006 год — ответственный дежурный хирург педиатрической медицинской академии.
В 2001 году окончил аспирантуру кафедры детской хирургии СПбГПМА, досрочно защитил кандидатскую диссертацию, тема: «Использование корундовых керамических трансплантатов для пластики тел позвонков в растущем организме».
С 2001 по 2003 год — ассистент кафедры детской хирургии СПбГПМА. Преподавал цикл неотложной хирургии, травматологии, гнойной хирургии, пороков развития у детей. Получил специальность — травматолог-ортопед.
С 2003 по 2008 год — доцент кафедры детской травматологии и ортопедии СПбМАПО. Преподавал отдельный цикл по детской вертебрологии.
С 2005 по 2020 год — заместитель директора по научной работе Национального медицинского исследовательского центра детской травматологии и ортопедии имени Г. И. Турнера, возглавляет отделение патологии позвоночника и нейрохирургии.
С 2006 года — руководитель Санкт-Петербургского Центра неотложной помощи детям с повреждениями позвоночника.
В 2008 году — защитил докторскую диссертацию, тема: «Хирургическое лечение сегментарной нестабильности грудного и поясничного отделов позвоночника у детей», присвоено учёное звание профессора.
С 2011 года — руководитель Федерального центра помощи детям с повреждениями позвоночника и спинного мозга.
В 2012 году присвоено звание академика РАЕН (Российской Академии Естественных Наук).
В 2019 году избран член-корреспондентом РАН.
С 2020 года — директор ФГБУ «Национальный медицинский исследовательский центр детской травматологии и ортопедии им. Г. И. Турнера» Минздрава России

## Научная деятельность
Создатель научных направлений: детская вертебрология и нейроортопедия.
Профессор Виссарионов С. В. автор:
- более 530 научных работ;
- 9 монографий;
- 35 патентов на изобретения РФ и зарубежных стран;
- 2 научных открытий;
- нескольких глав в двух национальных руководствах по травматологии и ортопедии;
- нескольких глав в руководствах для врачей, освещающих вопросы организации помощи, хирургического лечения детей с заболеваниями и повреждениями позвоночника, спинного мозга, опорно-двигательной системы.

## Награды
- Международная премия «Профессия — жизнь» — 2012 год
- Отличник здравоохранения РФ — 2014 год
- За вклад в развитие здравоохранения Республики Казахстан — 2016 год
- Отличник здравоохранения Республики Узбекистан — 2017 год
- Лауреат премии Правительства Российской Федерации в области науки и техники — 2018 год
- Медаль ордена «За заслуги перед Отечеством» II степени — 2019 год
- Почетный знак «За безупречную службу Санкт-Петербургу» II степени — 2019 год
- Лауреат премии правительства Санкт-Петербурга — 2020 год
- Медаль Республики Татарстан «За доблестный труд» — 2022 год
- Орден Дружбы — 2024 год[2]